# Trachelipus marsupiorum
Trachelipus marsupiorum är en kräftdjursart som först beskrevs av Karl Wilhelm Verhoeff 1943B.  Trachelipus marsupiorum ingår i släktet Trachelipus och familjen Trachelipodidae. Inga underarter finns listade i Catalogue of Life.